# Centre de planification et de gestion de crise
Le Centre de planification et de gestion de crises (CPGC) est une unité opérationnelle de la Gendarmerie nationale française, destinée à la gestion des crises sur le territoire français ou hors de celui-ci, à la planification et à la conduite des grands événements et à l'appui des autorités administratives ou des échelons de commandement territoriaux de la gendarmerie.

## Missions
Composé de 42 militaires, le CPGC est un outil de planification et de gestion de crise à la disposition du directeur général de la gendarmerie nationale. Il dispose d'une composante projetable disponible en permanence et susceptible d'être déployée au profit des échelons de commandement territoriaux de la gendarmerie ou mise à la disposition des autorités administratives confrontées à la gestion d'une crise majeure.
Le CPGC intervient et apporte son expertise à tous les échelons de la gestion de crise :
- au sein de la DGGN, il analyse l'information opérationnelle et apporte une préparation à la prise de décision ;
- aux niveaux zonal, régional ou local, le CPGC propose un appui à la planification d'un grand événement, un soutien à la gestion d'une crise inopinée ou une aide à la conduite pour un dispositif opérationnel de grande envergure.

## Organisation
Le CPGC permet aux échelons de commandement territoriaux de la gendarmerie de traiter l'événement de manière optimale et de continuer à traiter l'activité quotidienne de la gendarmerie. Issu de l'évolution de l'état-major projetable de gestion de crise (EMPGC), le CPGC est organisé comme un état-major te type OTAN.
Il se compose de 8 sections spécialisées :
- Section commandement ;
- J1 : effectifs ;
- J3 : conduite ;
- J4 : logistique ;
- J5 : planification ;
- J6 : systèmes d'information et de communication ;
- J7 : formation / retour d'expérience ;
- J9 : géomatique.

Pour réaliser ses missions, le CPGC dispose de personnels formés à la planification et à la conduite d'opérations en situation de crise et d'équipements spécifiques, notamment dans le domaine des systèmes d'information et de communication, lui permettant de se déployer rapidement, et dans toutes les conditions. Une section géomatique complète le dispositif en mettant en œuvre un système d'information géographique permettant de disposer rapidement de cartographies des zones concernées.
Le CPGC est ainsi en mesure de mettre en œuvre des moyens de commandement et de communication dans des environnements très dégradés et de poursuivre ses missions en totale autonomie. Il peut ainsi déployer des réseaux de communication de circonstance, organiser une manœuvre d'urgence et conduire des opérations d'ordre public, de sécurité publique, de police judiciaire, de circulation routière ou de logistique opérationnelle.

## Opérations
Le CPGC a planifié et conduit de nombreuses opérations depuis sa création :
- opération « Harpie 1» de lutte contre l'orpaillage clandestin en Guyane (2008) ;
- sommet de l'OTAN à Strasbourg (2009) ;
- séisme de 2010 à Haïti et sommet Afrique France à Nice (2010) ;
- tempête Xynthia en Charente-Maritime, inondations dans le Var (2010) ;
- sommets du G8 et du G20 (2011)[1] ;
- crise de la vie chère à Mayotte (2011) ;
- planification des convois ITER (2012) ;
- sécurisation du chantier THT Cotentin - Maine (2012) ;
- Notre-Dame-des-Landes (2012) ;
- République Centrafricaine (2012-2015) ;
- mission au profit de la préfecture de région Corse (2013) ;
- sommet des chefs d’État de la Commission de l'Océan Indien aux Comores (2014)[2] ;
- 70e anniversaire de la bataille de Normandie (2014)[3] ;
- Sivens (2015)[4] ;
- crash de l'A320 de la Germanwings (2015)[5] ;
- attentat contre Charlie Hebdo (2015) ;
- actions de coopération internationale (Qatar).
- Gestion de l'après cyclone Irma dans les Antilles (2017) (Saint-Martin).

En outre, le CPGC participe à chacun des exercices gouvernementaux de gestion de crise.